# Christina (Liesborn)
Christina (auch Christiana) war eine Äbtissin im Kloster Liesborn.

## Leben und Quellenlage
Im Liesborner Nekrolog und im Nekrolog des Klosters Überwasser ist Christina für den 14. April vermerkt, im Nekrolog des münsterschen Doms für den 15. April. Mit großer Wahrscheinlichkeit handelt es sich bei der Liesborner Äbtissin und der von Überwasser um ein und dieselbe Person. Verstärkt wird diese These durch die enge Beziehung zwischen den Klöstern in Liesborn und Überwasser. Als dritte Äbtissin des Klosters Überwasser ist Christina urkundlich ab 1085 nachzuweisen. Ihre Nachfolgerin ist ab 1121 in Urkunden belegt.